# Solanin
Solanin (ソラニン, Soranin) est un manga écrit et dessiné par Inio Asano. Il a été prépublié entre 2005 et 2006 dans le magazine Weekly Young Sunday de l'éditeur Shōgakukan, et a été compilé en un total de deux volumes. La version française est éditée en intégralité par Kana. Une adaptation en film live est sortie en avril 2010.

## Synopsis
Le manga suit l'histoire d'un couple formé par Meiko et Taneda et de leurs amis en même temps que leurs interrogations sur la vie urbaine et leur avenir. 

## Personnages
Meiko
Taneda

## Manga
La série a été écrite et dessiné par Inio Asano entre 2005 et 2006 dans le magazine Weekly Young Sunday de l'éditeur Shōgakukan. La version française est éditée par Kana. Le manga est également édité en Amérique du Nord par VIZ Media, en Pologne par Hanami et à Taïwan par Taïwan Tohan.
| no | Japonais        | Japonais   | Français        | Français          |
| no | Date de sortie  | ISBN       | Date de sortie  | ISBN              |
| -- | --------------- | ---------- | --------------- | ----------------- |
| 1  | 5 décembre 2005 | 4091533213 | 2 novembre 2007 | 978-2-5050-0214-7 |
| 2  | 2 mai 2006      | 4091510760 | 18 janvier 2008 | 978-2-5050-0274-1 |

## Film en prise de vues réelles
L'adaptation en film en prise de vues réelles de Takahiro Miki a été annoncée en avril 2009, avec Aoi Miyazaki dans le rôle de Meiko. Le film est sorti le 3 avril 2010 dans les salles japonaises, et a été diffusé en France en novembre 2010 au cinéma La Pagode à Paris. Le scénariste du film est Izumi Takahashi, le directeur de la photographie est Ryûto Kondō, le monteur est Sōichi Uenoet et le costumier est Satoe Araki.

## Accueil
Le manga a été nommé pour les Eisner Award 2009 ainsi que pour les Harvey Award 2009. Le site Manga-News lui décerne un 20/20.
Le film live a débuté à la sixième place du box-office japonais le week-end de sa sortie.

### Documentation
- Paul Gravett (dir.), « Les années 2000 : Solanin », dans Les 1001 BD qu'il faut avoir lues dans sa vie, Flammarion, 2012 (ISBN 2081277735), p. 831.